# Unterländer Spielervereinigung Eschen/Mauren
L'USV Eschen/Mauren è una società calcistica di Eschen e Mauren, Liechtenstein. Partecipa al campionato svizzero di calcio nella quarta divisione, la 1ª Lega.
Gioca nello Sportpark Eschen-Mauren, usato come stadio per le partite casalinghe della nazionale di calcio del Liechtenstein prima che fosse costruito il RheinPark Stadion di Vaduz.

## Palmarès

### Competizioni nazionali
- Coppa del Liechtenstein: 5

1975-1976, 1976-1977, 1977-1978, 1986-1987, 2011-2012
- 1ª Lega: 1

2013-2014

### Competizioni interregionali
- Seconda Lega interregionale: 1

2007-2008 (gruppo 5)

### Altri piazzamenti
- Coppa del Liechtenstein:

Finalista: 1978-1979, 1981-1982, 1982-1983, 1984-1985, 1987-1988, 1988-1989, 1989-1990, 1994-1995, 1995-1996, 1997-1998, 2001-2002, 2004-2005, 2008-2009, 2009-2010, 2010-2011, 2013-2014, 2016-2017, 2021-2022
Semifinalista: 2000-2001, 2002-2003, 2003-2004, 2005-2006, 2006-2007, 2007-2008, 2012-2013, 2014-2015, 2015-2016, 2017-2018, 2018-2019, 2019-2020, 2022-2023, 2024-2025

## Organico
Aggiornato al 28 settembre 2021.
| N. |                          | Ruolo | Calciatore         |
| -- | ------------------------ | ----- | ------------------ |
| 1  | Liechtenstein (bandiera) | P     | Armando Majer      |
| 2  | Liechtenstein (bandiera) | D     | Noah Graber        |
| 3  | Liechtenstein (bandiera) | D     | Lukas Graber       |
| 4  | Svizzera (bandiera)      | D     | Nico Thöni         |
| 5  | Austria (bandiera)       | D     | Marc Kühne         |
| 7  | Liechtenstein (bandiera) | C     | Simon Kühne        |
| 8  | Svizzera (bandiera)      | A     | Stjepan Vuleta     |
| 9  | Svizzera (bandiera)      | A     | Sven Lehmann       |
| 10 | Svizzera (bandiera)      | C     | Michael Scherrer   |
| 11 | Austria (bandiera)       | C     | Felipe Dorta       |
| 12 | Liechtenstein (bandiera) | P     | Claudio Majer      |
| 13 | Liechtenstein (bandiera) | D     | Daniel Kaufmann    |
| 15 | Austria (bandiera)       | D     | Stefan Sonderegger |

| N. |                          | Ruolo | Calciatore           |
| -- | ------------------------ | ----- | -------------------- |
| 16 | Svizzera (bandiera)      | C     | Alessandro Crescenti |
| 17 | Montenegro (bandiera)    | A     | Samel Šabanović      |
| 18 | Liechtenstein (bandiera) | C     | Fabio Wolfinger      |
| 19 | Liechtenstein (bandiera) | C     | Noah Frommelt        |
| 20 | Austria (bandiera)       | A     | Sefa Gaye            |
| 21 | Liechtenstein (bandiera) | D     | Sandro Wolfinger     |
| 23 | Liechtenstein (bandiera) | C     | Livio Meier          |
| 24 | Italia (bandiera)        | C     | Medin Murati         |
| 25 | Liechtenstein (bandiera) | P     | Armin Tuhcic         |
| 27 | Liechtenstein (bandiera) | D     | Maximilian Göppel    |
| 26 | Svizzera (bandiera)      | D     | Marin Stähli         |
| 29 | Svizzera (bandiera)      | A     | Leoran Amzi          |

### Rosa 2012-2013
| N. |                          | Ruolo | Calciatore       |
| -- | ------------------------ | ----- | ---------------- |
| 1  | Liechtenstein (bandiera) | P     | Benjamin Büchel  |
| 3  | Svizzera (bandiera)      | D     | Tobias Kuster    |
| 4  | Liechtenstein (bandiera) | D     | Franz-Josef Vogt |
| 5  | Liechtenstein (bandiera) | C     | Stefan Lukic     |
| 6  | Austria (bandiera)       | D     | Andreas Simma    |
| 7  | Svizzera (bandiera)      | D     | Mathias Barandun |
| 8  | Liechtenstein (bandiera) | A     | Philipp Ospelt   |
| 9  | Liechtenstein (bandiera) | A     | Mathias Christen |
| 10 | Austria (bandiera)       | C     | Metin Batir      |
| 11 | Serbia (bandiera)        | D     | Igor Manojlovic  |
| 12 | Liechtenstein (bandiera) | C     | Stefan Maag      |
| 13 | Svizzera (bandiera)      | D     | Raphael Stulz    |
| 14 | Svizzera (bandiera)      | D     | Angelo Willi     |

| N. |                               | Ruolo | Calciatore        |
| -- | ----------------------------- | ----- | ----------------- |
| 16 | Austria (bandiera)            | A     | Eren Dulundu      |
| 17 | Svizzera (bandiera)           | C     | Marco Fässler     |
| 18 | Turchia (bandiera)            | A     | Gültekon Sönmez   |
| 18 | Svizzera (bandiera)           | A     | Michael Giger     |
| 19 | Macedonia del Nord (bandiera) | A     | Valdet Istrefi    |
| 20 | Svizzera (bandiera)           | D     | Manuel Fisch      |
| 21 | Svizzera (bandiera)           | C     | Raphael Huber     |
| 22 | Svizzera (bandiera)           | A     | Michael Bärtsch   |
| 23 | Turchia (bandiera)            | A     | Dursun Karatay    |
| 24 | Liechtenstein (bandiera)      | P     | Mario Tichy       |
| 25 | Germania (bandiera)           | A     | Andreas Hindelang |
| -  | Liechtenstein (bandiera)      | P     | Lorenzo Lo Russo  |